# Dolmen Er-Roc’h-Feutet

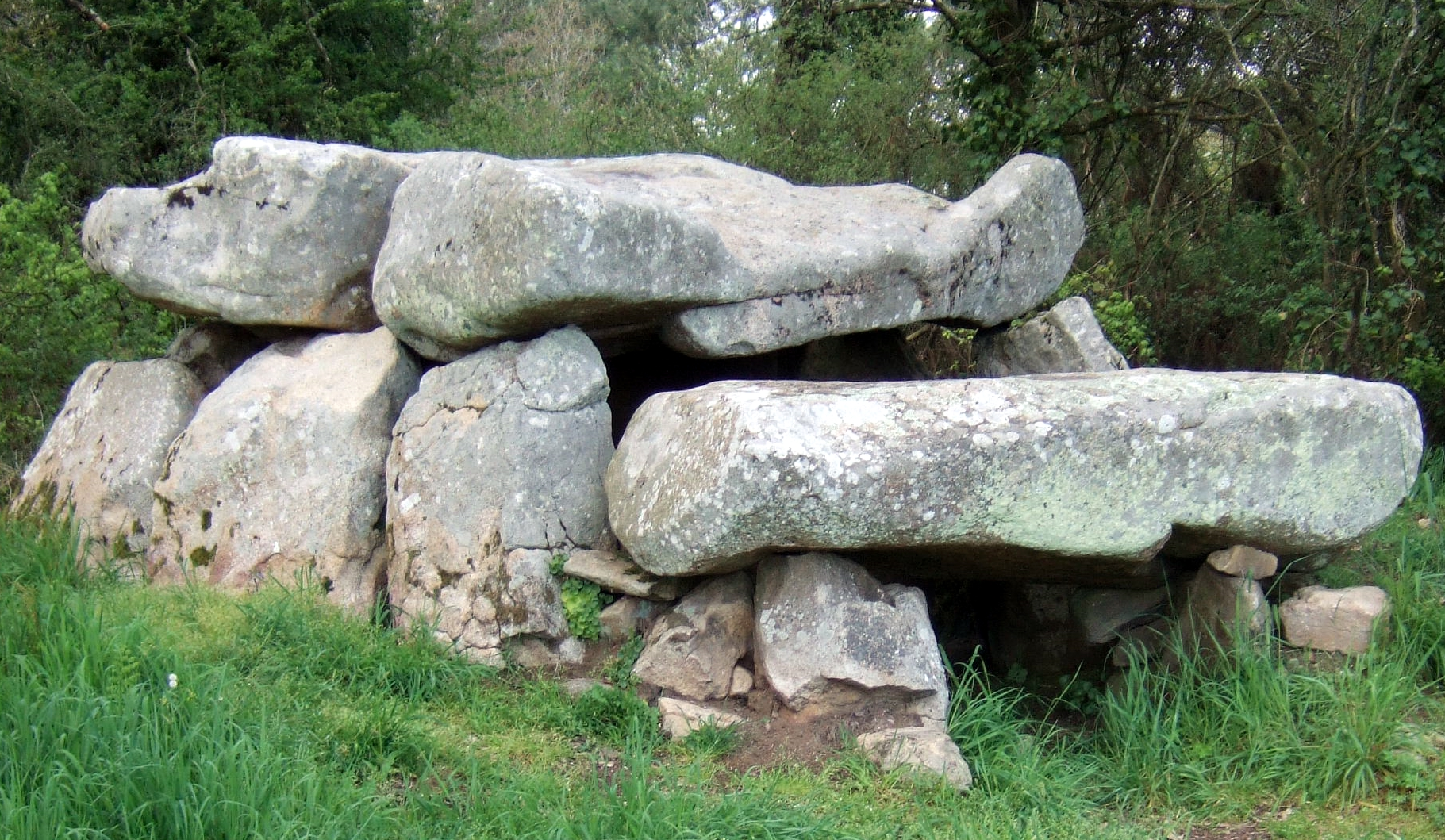
Dolmen Er-Roc’h-Feutet

Der Dolmen Er-Roc’h-Feutet liegt in Kerguéarec, nördlich von Carnac, etwa 250 m östlich der Straße D 186 im Département Morbihan in der Bretagne in Frankreich. Dolmen ist in Frankreich der Oberbegriff für Megalithanlagen aller Art (siehe: Französische Nomenklatur).
Der Dolmen hat eine Kammer aus acht Tragsteinen aus Granit, bedeckt mit zwei Deckenplatten. Das Portal aus drei Steinen ist nicht eine bauliche Ausformung wie sie die „Dolmen angevin“ aufweisen, sondern der Rest eines langen, niedrigeren Ganges. Vorhanden sind auch Reste des Cairns um den Dolmen.
Der Dolmen ist seit 1889 als Monument historique eingestuft.
In der Nähe liegen/stehen die Menhire von Kerguéarec und der Dolmen de la Madeleine (Carnac).